# Hindelwangen

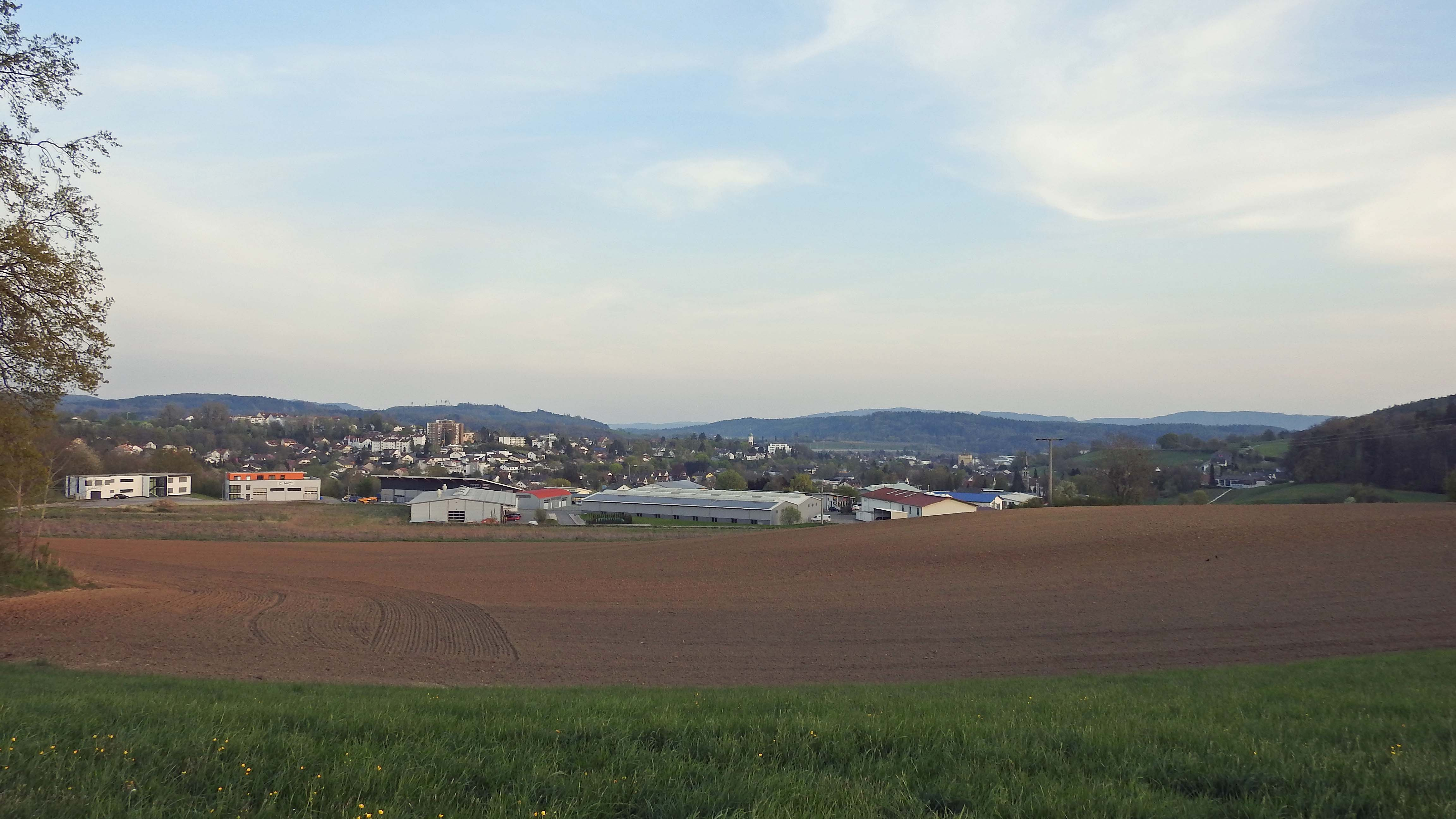
Stockach mit Hindelwangen von Norden

Hindelwangen ist ein Stadtteil von Stockach im baden-württembergischen Landkreis Konstanz in Deutschland.

## Geographie

### Lage
Die ehemals selbständige Gemeinde Hindelwangen liegt direkt nordwestlich der Stockacher Stadtmitte. Das Dorf liegt an der Stockacher Aach, der Bundesstraße 313 und der Bahnstrecke Radolfzell–Mengen.

### Nachbarorte
Nördlich von Hindelwangen liegt der Stadtteil Zizenhausen, südöstlich der Hauptort Stockach und im Nordwesten der Weiler Windegg. Im Westen Hindelwangens erhebt sich der bis zu 624 m ü. NHN hohe Nellenburger Berg.

### Gliederung

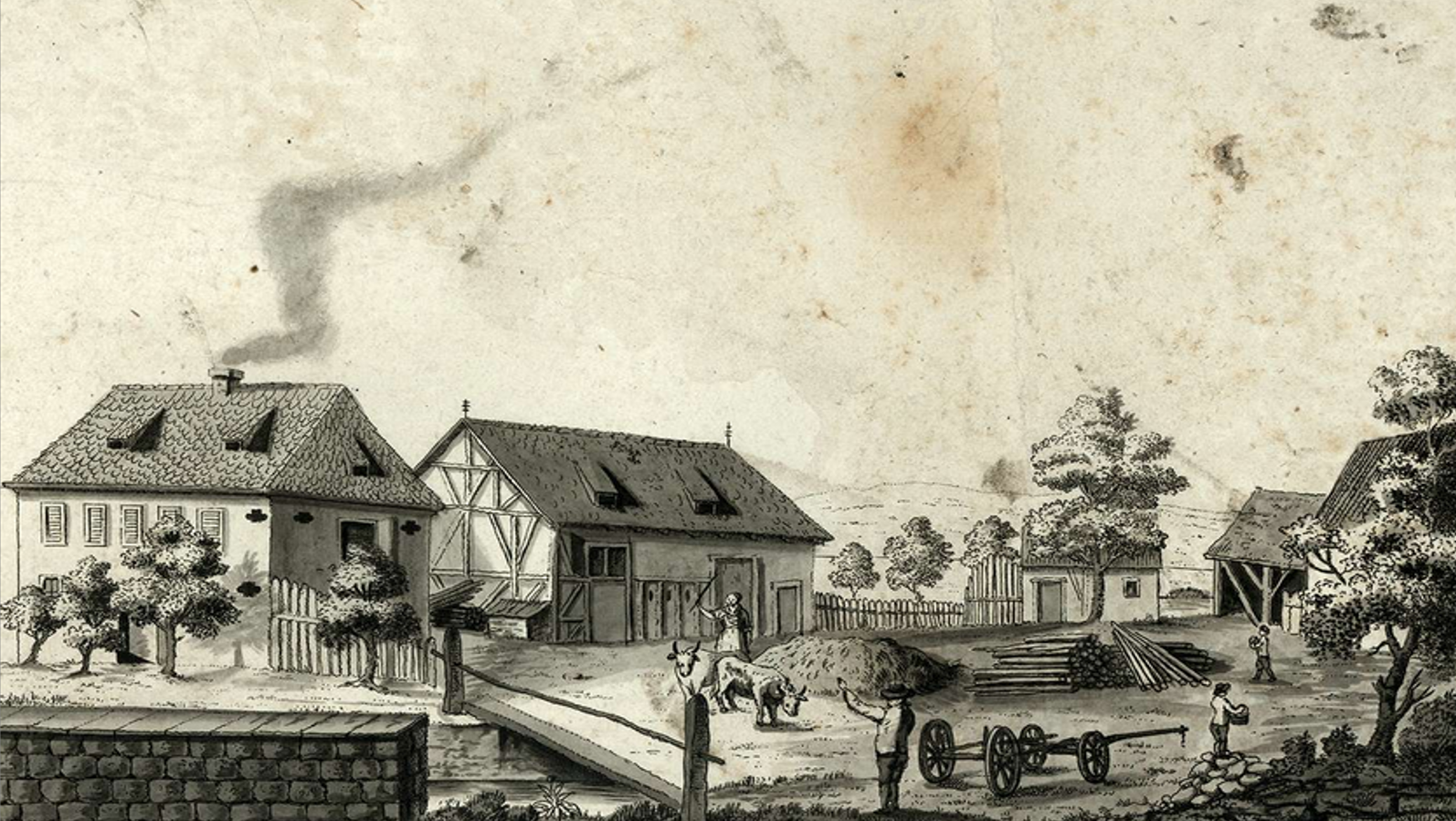
Der Lohnerhof um 1820

Zu Hindelwangen gehören das Dorf Hindelwangen, der Weiler Burgtal, die Höfe Berlingerhof (1366/1422 des Grafen Hof), Braunenberg (1309 Besitz des Klosters Allerheiligen in Schaffhausen), Lohnerhof und Nellenburg (im 11. Jahrhundert unter der Führung der Zürichgaugrafen) sowie die Wohnplätze Besetze, Döbelehaus, Kiesgrube und Zollbruck.

## Geschichte
Erstmals erwähnt wurde Hindelwangen 1138 als „Huntwanga“, später als „Hundelwanc“ (1211) und „Hindelwang“ (1269).
Als ehemaliger Besitz der Reichsabtei Salem gelangte Hindelwangen Anfang des 13. Jahrhunderts wohl in den Besitz der Herren von Hindelwangen, später zur Landgrafschaft Nellenburg.
71,1 % der Hindelwanger Bürgerinnen und Bürger stimmten am 7. November 1971 für eine Eingemeindung nach Stockach. Der Gemeinderat beschloss am 11. November 1971 mit 7:2 Stimmen die Eingemeindung Hindelwangens in die Stadt Stockach. Mit Wirkung zum 1. Dezember 1971 trat die Eingemeindung in Kraft. Bis zum 31. Dezember 1972 war Hindelwangen (zuletzt als Stadtteil Stockachs) Teil des Landkreises Stockach, bis dieser aufgrund der Kreisreform zum 1. Januar 1973 aufgelöst wurde.

### Einwohnerentwicklung
| Jahr                  | 1852 | 1871 | 1880 | 1890 | 1900 | 1910 | 1925 | 1933 | 1939 | 1950 | 1956 | 1961 | 1970 | Ref.        |
| Einwohner             | 314  | 325  | 326  | 299  | 304  | 300  | 321  | 296  | 276  | 405  | 466  | 543  | 621  | [ 2 ]       |
| 0weiblich             | 147  | 170  | 172  | 157  | 151  | 140  | 154  | 142  | 131  | 190  | 234  | 271  | 327  | [ 3 ]       |
| 0männlich             | 167  | 155  | 154  | 142  | 153  | 160  | 167  | 154  | 145  | 215  | 232  | 272  | 294  | [ 3 ]       |
| 0römisch-katholisch   |      |      |      |      |      |      | 291  |      |      | 351  |      | 422  | 472  | [ 4 ] [ 5 ] |
| 0evangelisch          |      |      |      |      |      |      | 28   |      |      | 54   |      | 114  | 134  | [ 4 ] [ 5 ] |
| 0sonstiger Konfession |      |      |      |      |      |      | 2    |      |      |      |      | 7    | 15   | [ 4 ] [ 5 ] |

## Politik

### Wahlergebnisse
Wahl zur verfassunggebenden Nationalversammlung
| Partei                                                  | 1919   |
| Sozialdemokratische Partei Deutschlands (SPD)           | 13,8 % |
| Deutsche Demokratische Partei (DDP)                     | 16,3 % |
| Zentrumspartei (Z)                                      | 61,3 % |
| Bürgerpartei (BP) / Deutschnationale Volkspartei (DNVP) | 8,8 %  |

Reichstagswahl
| Partei                                                             | 1932   |
| Deutsche Demokratische Partei (DDP) / Deutsche Staatspartei (DStP) | 3,5 %  |
| Zentrumspartei (Z)                                                 | 48,9 % |
| Kommunistische Partei Deutschlands (KPD)                           | 4,3 %  |
| Nationalsozialistische Deutsche Arbeiterpartei (NSDAP)             | 35,5 % |
| Sonstige (DVP, SPD und andere)                                     | 7,8 %  |

Landtagswahlen
| Partei                                                             | 1952   | 1956   | 1960   | 1964   | 1968   |
| Christlich Demokratische Union Deutschlands (CDU)                  | 58,1 % | 60,1 % | 53,0 % | 60,2 % | 57,6 % |
| Sozialdemokratische Partei Deutschlands (SPD)                      | 15,6 % | 18,2 % | 25,4 % | 29,3 % | 23,9 % |
| Demokratische Volkspartei (DVP) / Freie Demokratische Partei (FDP) | 15,6 % | 10,1 % | 7,2 %  | 8,1 %  | 8,3 %  |
| Bund der Heimatvertriebenen und Entrechteten (BHE)                 | 9,4 %  | 9,1 %  | 5,0 %  | 1,5 %  |        |
| Nationaldemokratische Partei Deutschlands (NPD)                    |        |        |        |        | 5,3 %  |
| Sonstige                                                           | 1,3 %  | 2,5 %  | 9,4 %  | 0,9 %  | 4,9 %  |

Bundestagswahlen
| Partei                                                                      | 1949   | 1953   | 1957   | 1961   | 1965   | 1969   |
| Christlich Demokratische Union Deutschlands (CDU)                           | 65,0 % | 66,0 % | 58,7 % | 59,1 % | 59,9 % | 63,0 % |
| Sozialdemokratische Partei Deutschlands (SPD)                               | 10,6 % | 14,8 % | 18,7 % | 22,2 % | 30,1 % | 28,9 % |
| Demokratische Volkspartei (DVP) / Freie Demokratische Partei (FDP)          | 18,1 % | 4,9 %  | 7,0 %  | 12,8 % | 6,9 %  | 4,2 %  |
| Gesamtdeutscher Block/Bund der Heimatvertriebenen und Entrechteten (GB/BHE) |        | 8,2 %  | 12,6 % |        |        |        |
| Sonstige (KPD, NPD und andere)                                              | 6,3 %  | 6,1 %  | 3,0 %  | 5,9 %  | 3,1 %  | 3,9 %  |

## Kultur und Sehenswürdigkeiten

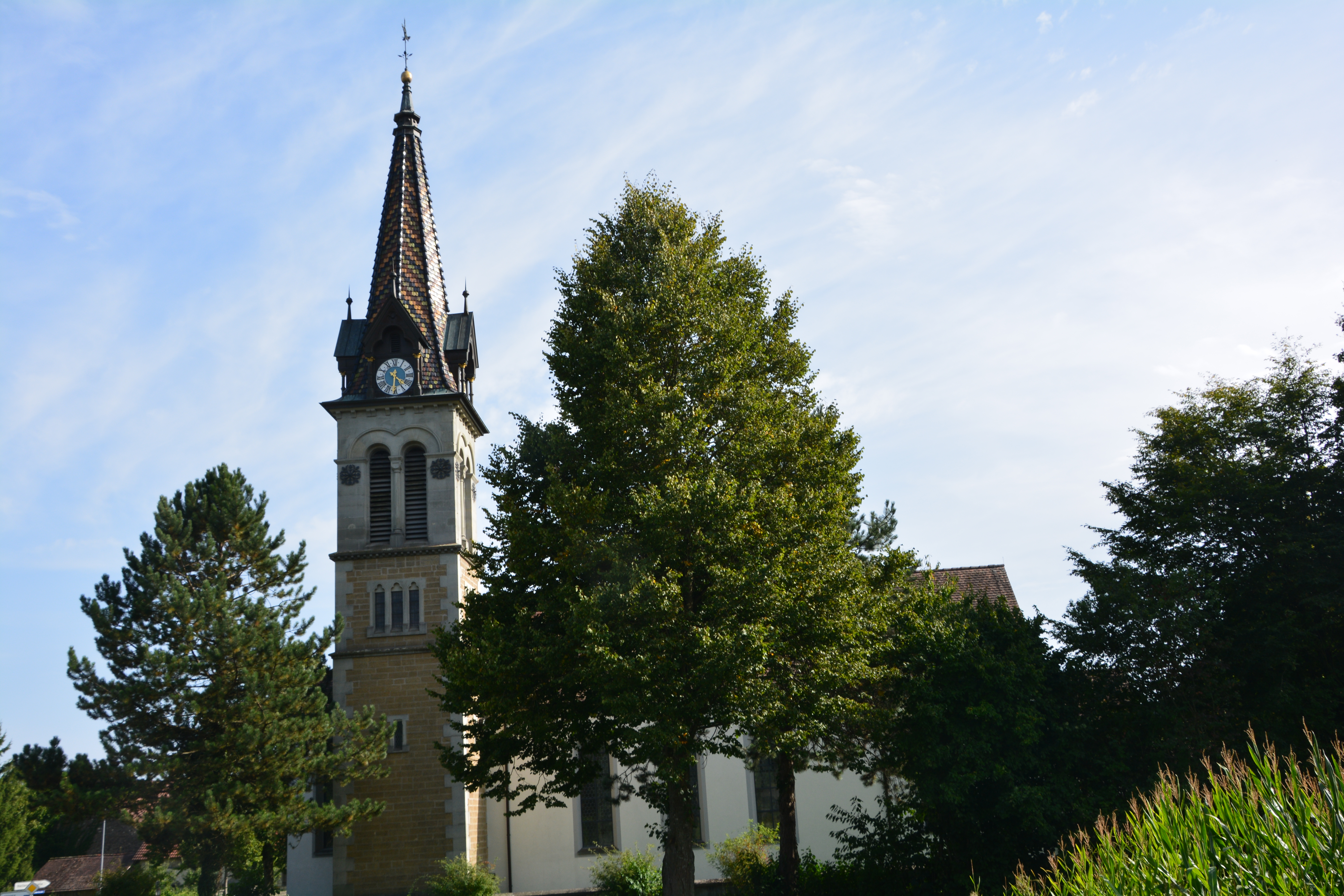
St. Michael

### Sehenswürdigkeiten
- Kirche St. Michael mit Pietà (um 1500) und Schutzmantelmadonna (Relief von Hans Ulrich Glöckler, 1610)

### Narrenverein Nellenburg Hindelwangen e. V.
Seit 1980 besteht in Hindelwangen der Narrenverein Nellenburg-Hindelwangen e. V. Dieser ist Mitglied in der Narrenvereinigung Hegau Bodensee, welche aus über 120 Zünften, aufgeteilt in 6 Landschaften besteht.
Der Verein besteht aus:
- Den Holzhauern (bereits 1979 gegründet)
- Dem Grafenpaar, Graf Eberhard von Nellenburg mit Gemahlin Ida (1987 gegründet)
- Den Gangschlupfer, welche der Sage nach den unterirdischen Gang zwischen Pfarrkirche und Nellenburg offen hielten (1991 gegründet)
- Der „Narenbolizei“ (gegründet 1972)
- Dem Narrenrat

Bekannteste Veranstaltung ist der im Wechsel zum Bunten Abend stattfindende „Holzhauerball“.

## Wirtschaft und Infrastruktur

### Wirtschaft

#### Erwerbstätige
| Jahr                                            | 1950 | 1961 | 1970 | Ref.   |
| Erwerbstätige in der Land- und Forstwirtschaft  | 150  | 105  | 70   | [ 13 ] |
| Erwerbstätige im Produzierenden Gewerbe         | 161  | 240  | 314  | [ 13 ] |
| Erwerbstätige in Handel und Verkehr             | 21   | 62   | 66   | [ 13 ] |
| Erwerbstätige in sonstigen Wirtschaftsbereichen | 27   | 41   | 74   | [ 13 ] |

#### Industrie
Im Gewerbegebiet „Himmelreich“ haben sich auf 141.500 m² rund 20 mittelständische Unternehmen aus unter anderem den Bereichen Medizintechnik, Elektrotechnik und dem Automobilhandel angesiedelt.

### Infrastruktur

#### Verkehr
Hindelwangen liegt im Kreuzungsbereich der Bundesstraßen 14 (Stockach → Waidhaus) und 313 (Plochingen → Espasingen). Vor allem im Sommer entsteht durch die vielen Seebesucher ein reger Verkehr. Um diesen besser lenken zu können, wurde 2018 die bisherige Ampelanlage durch einen leistungsstarken Kreisverkehr ersetzt. Die Kosten hierfür betrugen 1,25 Mio. €.
An der St. Michael-Kirche startet und endet der „Burgenweg 14“, der um den Braunenberg hinauf zur freizugänglichen Ruine der Nellenburg führt.

#### Postwesen
Stockach war schon im 16. Jahrhundert eine bedeutende Poststation. Über Jahrhunderte liefen hier große, zwischenstaatliche Reiter- und Postkurse der Strecken Ulm-Basel, Stuttgart-Zürich und Wien-Paris zusammen. 1845 zählte die dortige Posthalterei 60 Pferde.
Privatpersonen mussten vor 1821 ihre Post auf der Stockacher Postanstalt selbst abgeben. Dann entstand durch die Einrichtung einer Amtsbotenanstalt die Möglichkeit, dass Privatpersonen ihre Post einem Amtsboten übergeben konnten. Dieser brachte die Post anfangs zweimal, später dreimal wöchentlich zur Stockacher Postexpedition. In den 1850er Jahren wurde die Amtbotenanstalt aufgrund stetig zunehmendem Schriftverkehr aufgehoben, ihre Dienste der Post übertragen und zum 1. Mai 1859 die Landpostanstalt ins Leben gerufen. Im Amtsbezirk Stockach wurde unter anderem folgender Botenbezirk eingerichtet:
- Botenbezirk No. I, Montag/Mittwoch/Freitag: Stockach–Hindelwangen–Zizenhausen–Mahlspüren–Raithaslach–Münchhöf–Hoppetenzell–Stockach

Poststücke, die in die jeweilige Brieflade vor Ort eingeworfen worden waren, wurden vor der Weiterleitung vom Postboten mit einem Uhrradstempel, in Hindelwangen mit der 1., versehen.
Am 17. April 1969 wurde im Haus des Posthalters Anton Möll die neue Poststelle II offiziell ihrer Bestimmung übergeben.